# Leonid Shaposhnikov
Leonid Anatoliyovych Shaposhnikov –en ucraniano, Леонід Анатолійович Шапошніков– (Jabárovsk, URSS, 30 de octubre de 1969) es un deportista ucraniano que compitió en remo.
Participó en cuatro Juegos Olímpicos de Verano, entre los años 1992 y 2004, obteniendo una medalla de bronce en Atenas 2004, en la prueba de cuatro scull, el séptimo lugar en Atlanta 1996 y el sexto en Sídney 2000, en la misma prueba.
Ganó cinco medallas en el Campeonato Mundial de Remo entre los años 1991 y 1999.

## Palmarés internacional
| Representando a la URSS |                               |                   |              |
| Campeonato Mundial      |                               |                   |              |
| Año                     | Lugar                         | Medalla           | Prueba       |
| 1991                    | Viena (Austria)               | Medalla de plata  | Doble scull  |
| Representando a Ucrania |                               |                   |              |
| Juegos Olímpicos        |                               |                   |              |
| Año                     | Lugar                         | Medalla           | Prueba       |
| 2004                    | Atenas (Grecia)               | Medalla de bronce | Cuatro scull |
| Campeonato Mundial      |                               |                   |              |
| Año                     | Lugar                         | Medalla           | Prueba       |
| 1993                    | Račice (República Checa)      | Medalla de plata  | Cuatro scull |
| 1994                    | Indianápolis (Estados Unidos) | Medalla de plata  | Cuatro scull |
| 1997                    | Aiguebelette (Francia)        | Medalla de bronce | Cuatro scull |
| 1999                    | St. Catharines (Canadá)       | Medalla de plata  | Cuatro scull |